# Jean Malaurie

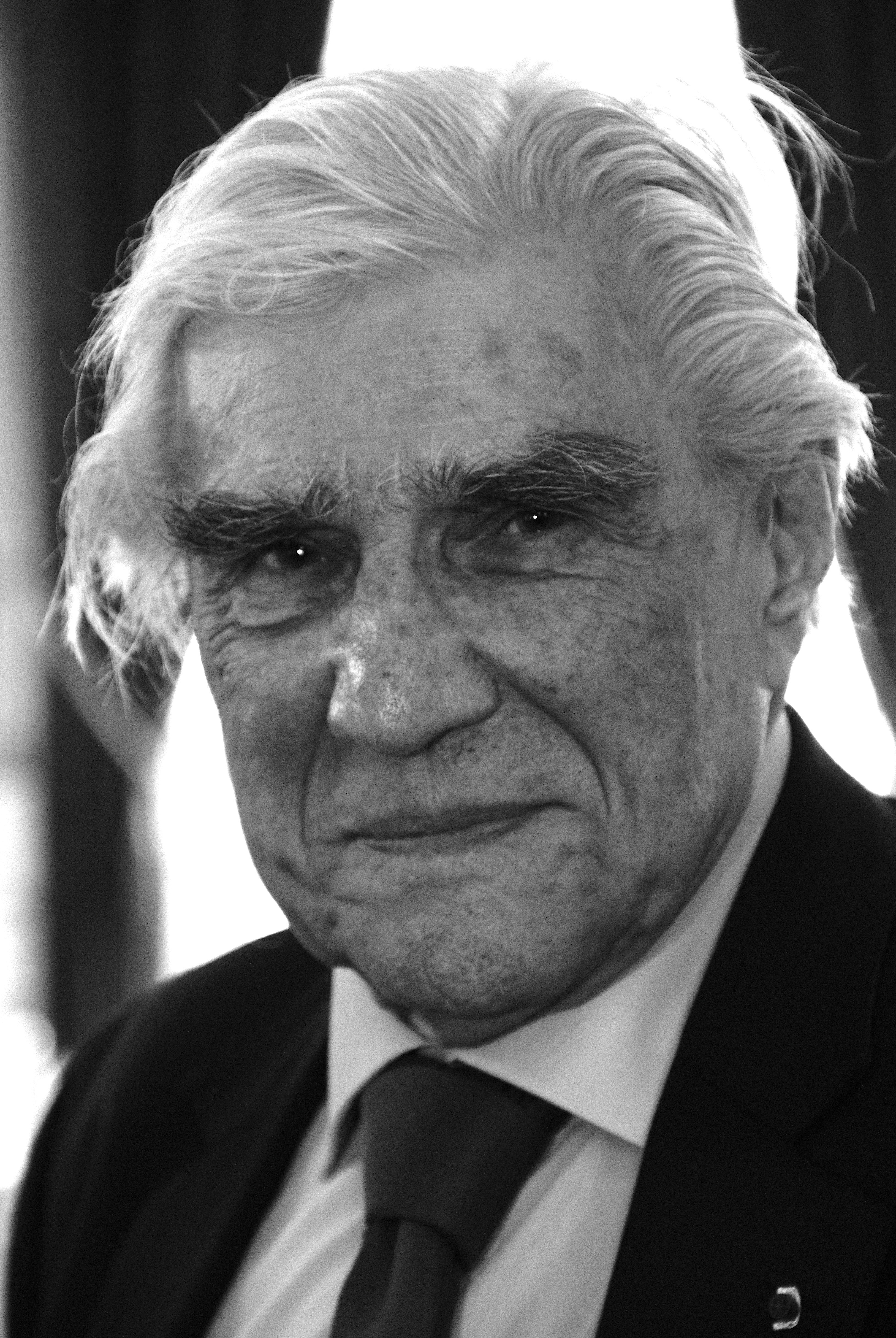
Jean Malaurie (2013)

Jean Leonard Malaurie (* 22. Dezember 1922 in Mainz; † 5. Februar 2024 in Dieppe, Frankreich) war ein französischer Geomorphologe, Ethnologe, Anthropologe und Eskimologe.

## Leben
Jean Malaurie wurde 1922 als Sohn von Albert Malaurie und Isabelle Regnault im französisch besetzten Mainz geboren. Sein jüngerer Bruder war der Jurist Philippe Malaurie (1925–2020). Die Eltern starben während des Zweiten Weltkriegs. Jean Malaurie besuchte Schulen in Paris und studierte Geomorphologie an der Sorbonne. 1943 schloss er sich nach dem Tod seiner Mutter der Résistance an. 
Nach dem Krieg wurde er 1948 am Centre national de la recherche scientifique (CNRS) angestellt. 1948 und 1949 unternahm er gemeinsam mit Paul-Émile Victor zwei Expeditionen nach Grönland. Zwischen 1948 und 1950 war er mehrfach für geomorphologische Untersuchungen in der Sahara. Im Juli 1950 reiste er erstmals alleine nach Nordgrönland. Von November 1950 bis Februar 1951 sammelte er Erzählungen der Inughuit und fertigte daraus Stammbäume an, nahm aber auch demografische und soziologische Untersuchungen vor. Von März bis Juli 1951 führte er kartografische Arbeiten durch, wobei er zufällig entdeckte, dass die Vereinigten Staaten dabei waren, eine nukleare Militärbasis, die Thule Air Base zu errichten.
Am 29. Mai 1951 erreichte er gemeinsam mit Kuutsiikitsoq, einem Sohn Ôdâĸs, als erster Europäer den arktischen Magnetpol. Nach seiner Rückkehr heiratete er am 27. Dezember 1951 Monique Laborte, mit der er einen Sohn und eine Tochter bekam. Nach der Hochzeit unternahm er eine weitere 14-monatige Expedition, von der er 1954 zurückkehrte. Anschließend begründete Malaurie im französischen Verlag Plon die Buchreihe Terre Humaine, in der wichtige Titel wie Traurige Tropen von Claude Lévi-Strauss erschienen. 1957 wurde er Gründungsdirektor für arktische Geografie an der École des hautes études en sciences sociales (EHESS). 
Im selben Jahr gründete er das Zentrum für Arktische Studien unter CNRS und EHESS, wo er fortan selbst Professor für arktische Geomorphologie und Anthropogeografie war. 1963 gründete er die Schriftenreihe Inter-Nord. Von 1964 bis 1975 war er Präsident der Fondation française d’études nordiques, von 1974 bis 1989 Präsident der Commission nationale de géographie polaire. Von 1980 bis 1989 war er Präsident der Société arctique française. 1992 wurde er pensioniert und zum Direktor emeritus.
1989 wurde er auf Einladung von Michail Gorbatschow zum Vorsitzenden des Komitees zum Schutz der arktischen Völker in Russland ernannt. Als solcher führte er 1990 die erste internationale Expedition in Russland seit der Oktoberrevolution durch und besuchte als erster nichtsowjetischer Forscher die Wal-Allee auf der Insel Yttygran vor Tschukotka, die der sowjetische Archäologe Sergei Arutjunow 1976 als erster untersucht hatte.
Von 1992 bis 1994 war er Präsident des Trainingszentrums für Führer der indigenen Völker Nordsibiriens und des Fernen Ostens. Von 1994 bis 1997 war er Präsident der Staatlichen Polarakademie in Sankt Petersburg und anschließend deren Ehrenvorsitzender. Insgesamt hat er zwischen 1948 und 1997 31 arktische Expeditionen durchgeführt.
1995 wurde er zum Sonderberater für die UNESCO für indigene Angelegenheiten ernannt. 2007 wurde er für seinen Einsatz zum Wohle der arktischen Natur und Bevölkerung zum UNESCO-Sonderbotschafter ernannt. 2021 gab er im Alter von 98 Jahren die Redaktion von Terre Humaine und Inter-Nord ab. Ab 2016 erschienen seine wissenschaftlichen Artikel im vierbändigen Sammelwerk Arctica.
Jean Malaurie starb im Februar 2024 im Alter von 101 Jahren im französischen Dieppe.

## Auszeichnungen
Jean Malaurie erhielt für seine Arbeit zahlreiche Auszeichnungen. 2015 wurde er Großoffizier der französischen Ehrenlegion. 2021 erhielt er das Großkreuz des Ordre national du Mérite. 2000 wurde er Kommandeur des Ordre des Arts et des Lettres. Darüber hinaus war er Kommandeur des dänischen Dannebrogordens, trug den russischen Orden der Freundschaft und erhielt 2009 den grönländischen Nersornaat in Gold. 1953, 1961 und 1996 wurde er von der Société de Géographie ausgezeichnet, 1958 von der Académie des sciences und 1992 vom CNRS. 1968 erhielt er den Prix Jean-Walter der Académie française und 1990 die Goldmedaille der Société arctique française. 
2003 erhielt er die Großherzog-Konstantin-Goldmedaille der Russischen Geographischen Gesellschaft und 2005 die Patron’s Medal der Royal Geographical Society und die Mungo Park Medal der Royal Scottish Geographical Society. 1998 wurde er zum Ehrenbürger im italienischen Fermo ernannt. 2004 wurde er zudem von der Stadt Sankt Petersburg ausgezeichnet und 2013 von der Stadt Straßburg. Er war zudem Ehrendoktor an der Staatlichen Universität Sankt Petersburg und der State University of New York.

## Werke
- 1955: Les derniers Rois de Thulé (deutsche Ausgabe: Die letzten Könige von Thule (1957))
- 1990: Ultima Thulé. De la découverte à l’invasion (deutsche Ausgabe: Mythos Nordpol. 200 Jahre Expeditionsgeschichte (2003))
- 1999: Hummocks
- 2001: L’Appel du Nord (deutsche Ausgabe: Der Ruf des Nordens. Auf den Spuren der Inuit (2001))
- 2016: Arctica. Œuvres I: Écosystème arctique en haute latitude
- 2019: Arctica. Œuvres II: Tchoukotka 1990. De Lénine à la Pérestroïka
- 2020: Arctica. Œuvres III: Nunavut, Nunavik. Arctique central canadien et nord-québécois
- 2022: Arctica. Œuvres IV: Arctica. Œuvres IV – Les missions moraves au Groenland